# Pornotopia

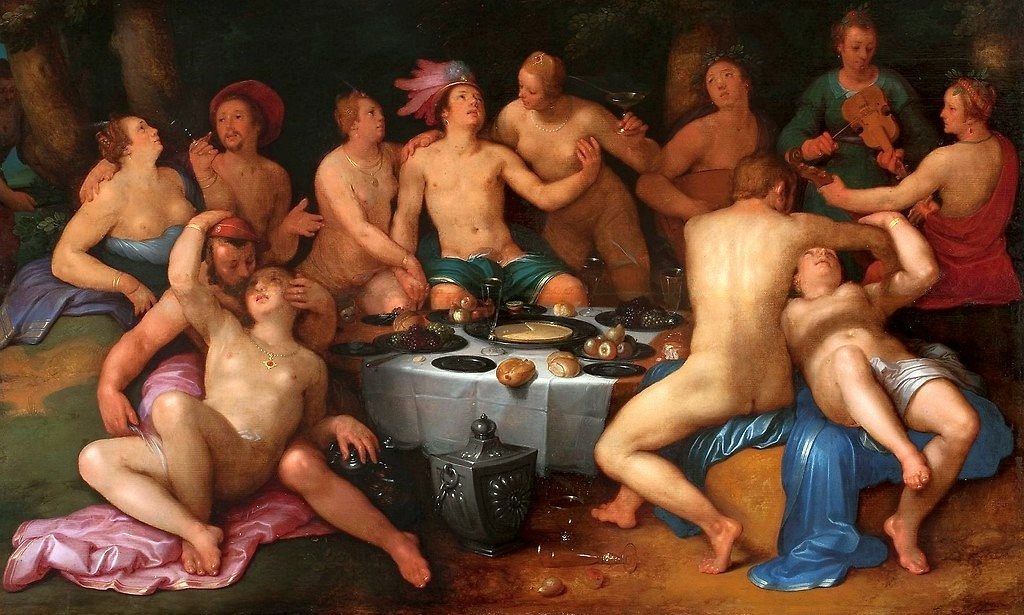
Uma representação artística de fantasias sexuais e comportamento sexual humano, 1615

Pornotopia é uma ideia na teoria crítica que descreve um espaço imaginado determinado por fantasias sexuais e dominado pelo comportamento sexual humano, abrangendo e expressado em erotismo e pornografia. A palavra foi cunhada pelo crítico literário americano Steven Marcus em seu livro de 1966, The Other Victorians, inspirando-se na literatura inglesa do século XIX sobre sexualidade por moralistas, médicos e autores eróticos.
O sociólogo americano Daniel Bell expôs a ideia, vendo a promoção e imposição do prazer no capitalismo tardio como o terreno para a pornotopia da sociedade, paradoxalmente indo contra as virtudes burguesas de sobriedade, castidade e pureza com as quais o sistema do capitalismo foi historicamente construído.

## Estrutura
Uma pornotopia é caracterizada por sua liberdade das restrições sociais normais de lugar e tempo arraigadas pelo Real, em vez disso, orientando-se em torno de leis inconscientes de prazer. Steven Marcus resumiu esse aspecto com o princípio de que "é sempre verão na pornotopia". As barreiras ao prazer e à sexualidade posteriormente liberada são totalmente eliminadas ou dissolvidas por meio de um excesso de atividade sexual, provocando o jouissance.
Nas pornotopias, os fluxos narrativos são suspensos em uma linha tênue; exemplos incluem romances picarescos que permitem múltiplos encontros e romances sadianos com multiplicações de todas as combinações possíveis de pessoas e seus orifícios. Marcus argumentou que, devido à liberdade oferecida pelo prazer da pornografia que paradoxalmente aprisiona os sujeitos em seu prazer, além do orgasmo, "é um fim, uma conclusão de qualquer tipo, que a pornografia mais resiste". Por exemplo, Susan Sontag destacou o romance de 1956 de Catherine Robbe-Grillet, L'Image, como transcendendo seu gênero porque sua conclusão ilumina retrospectivamente os eventos sadomasoquistas do romance e os deixa em um suspense que sugere continuação ilimitada, que é um componente chave de uma pornotopia.

## Caracterização
Em uma pornotopia, os personagens são tipicamente hipersexuais, sempre prontos para o sexo com uma capacidade quase onipotente de libido, renovação e mais atividade, evocando liberdade da realidade externa e atemporalidade. Nesse sentido, muitas vezes podem ser invulneráveis; por exemplo, no romance de Anne Desclos, Histoire d'O, de 1954, a metáfora central do romance demonstra que, assim como as correntes nunca enferrujam em seu castelo de conto de fadas, os habitantes nunca são danificados por suas provações e nunca perdem nada de seu fascínio. Essa capacidade do romance, e das pornotopias em geral, de permitir que o prazer do Imaginário ultrapasse o princípio de realidade foi observada por Jacques Lacan, ao dizer que "o que quer que aconteça ao sujeito é incapaz de estragar a imagem em questão, incapaz mesmo de desgastando-o".

## Criticismo
Após a publicação de The Other Victorians, o historiador Brian Harrison criticou o conceito de pornotopia de Steven Marcus pelo que ele viu como um uso tendencioso de fontes literárias. Da análise de Harrison, Marcus se baseou exclusivamente em um pequeno número de textos vitorianos orientados para a sexualidade, a partir dos quais desenvolveu uma longa conclusão conceitual sobre as intenções e motivações da pornografia em geral. Em 2017, o crítico literário Thomas Joudrey, baseando-se no mesmo arquivo que Marcus examinou no Instituto Kinsey, também desafiou o conceito de pornotopia ao chamar a atenção para a presença igualmente difundida de falha corporal, decadência, sofrimento e morte em romances pornográficos vitorianos, aparecendo como impotência, castração, prepúcios rasgados, vaginas frouxas, incontinência e surtos sifilíticos, embora isso também possa ser considerado um prazer transgressivo. Joudrey desafiou ainda mais o conceito de pornotopia chamando a atenção para extensos comentários políticos em revistas pornográficas como The Pearl, incluindo referências aos Projetos de Lei de Reforma e Leis de Doenças Contagiosas, além de muitas figuras públicas controversas, incluindo Annie Besant, Charles Spurgeon, Wilfrid Lawson, Newman Hall, Edmund Burke, William Gladstone e Robert Peel, onde tal espaço de sexualidade liberada e ilimitada é implausível contra as demandas sociais da atividade não sexual.